# Низендорф
Ни́зендорф или Ни́жа-Вес (нем. Niesendorf; в.-луж. Niža Wjes) — деревня в Верхней Лужице, Германия. Входит в состав коммуны Кёнигсварта района Баутцен в земле Саксония. Подчиняется административному округу Дрезден.

## География
Находится юго-западнее административного центра коммуны деревни Кёнигсварта на автомобильной дороге K 7284. На востоке деревни протекает река Чорница.
Соседние населённые пункты: на северо-востоке — административный центр коммуны Кёнигсварта, на юге — деревня Шешов коммуны Нешвиц и на западе — деревня Йитк.

## История
Впервые упоминается в 1600 году под наименованием Niesendorf. В средние века деревня принадлежала женскому монастырю Мариенштерн.
До 1936 года была административным центром одноимённой коммуны. С 1936 года входит в современную коммуну Кёнигсварта.
В настоящее время деревня входит в состав культурно-территориальной автономии «Лужицкая поселенческая область», на территории которой действуют законодательные акты земель Саксонии и Бранденбурга, содействующие сохранению лужицких языков и культуры лужичан.

## Население
Официальным языком в населённом пункте, помимо немецкого, является также верхнелужицкий язык.
Согласно статистическому сочинению «Dodawki k statisticy a etnografiji łužickich Serbow» Арношта Муки в 1884 году в деревне проживало 68 человек (из них — 66 серболужичан (99 %)).
| 1834 | 1871 | 1890 | 1910 | 1925 |
| ---- | ---- | ---- | ---- | ---- |
| 44   | 63   | 63   | 67   | 59   |